# Quercus × hispanica
Quercus × hispanica Lam. è un albero della famiglia delle Fagacee diffuso in Europa meridionale. Si tratta di un ibrido tra le specie Q. cerris e Q. suber.

## Descrizione

### Portamento
Il portamento è arboreo e la pianta può raggiungere i 30 m di altezza.

### Corteccia
La corteccia, di consistenza suberosa, presenta una colorazione tendente al grigio.

### Foglie
Le foglie possono avere una forma ovata o ellittica e misurano fino a circa 13 cm in lunghezza e 5 in larghezza; il margine è dentato. La pagina superiore è lucida e di colore verde scuro mentre quella inferiore è grigiastra e pelosa. La specie è decidua.

### Fiori
I fiori maschili sono amenti giallo-verdi mentre quelli femminili sono poco vistosi; compaiono verso la fine della primavera.

### Frutti
Il frutto è una ghianda lunga circa 2,5 cm di cui un terzo è racchiuso nella cupola.

## Distribuzione e habitat
È originaria dell'Europa meridionale e generalmente cresce in boschi in cui sono presenti le due specie da cui l'ibrido ha origine.